# Monumentul lui Alexandru Ioan Cuza din Galați
Monumentul lui Alexandru Ioan Cuza din Galați este un monument istoric aflat pe teritoriul municipiului Galați.
Statuia, din bronz, este montată pe un soclu de piatră cu scene alegorice realizate în altorelief, simboluri ale Unirii Principatelor, ale reformei agrare din 1864. 
În 1912 s-a constituit un comitet sub președinția lui Gh. Tanoviceanu (secretar fiind avocatul, poetul și militantul socialist C. Z. Buzdugan) pentru ridicarea unui monument închinat unirii. Comandat sculptorului florentin Raffaello Romanelli, monumentul era compus din trei altoreliefuri și bustul lui Lascăr Catargiu, militant pentru unirea principatelor. Inaugurarea a avut loc în jurul datei de 14 iulie 1928, pe strada Domnească, în fața Grădinii Publice.
În 1948, autoritățile comuniste venite la putere au îndepărtat bustul lui Lascăr Catargiu de pe soclu iar monumentului i s-a dat un nume impropriu, acela de „Monumentul muncilor agricole”, justificat de conținutul scenelor alegorice realizate în altorelief care simbolizau reforma agrară din 1864.
În 1959, cu prilejul centenarului Unirii, a fost instalat bustul lui Al. I. Cuza, operă a sculptorului Ion Dimitriu-Bârlad. Din cauză că acesta distona totuși cu proporțiile întregului ansamblu, la 9 mai 1972 el a fost înlocuit cu statuia de acum, operă a sculptorului Ion Jalea. Bustul realizat de Dimitriu-Bârlad a fost transferat la Tecuci.